# 倒瓦答失里
倒瓦答失里（？—1457年），明朝哈密国忠顺王，蒙古贵族，号为哈力锁鲁檀（波斯語：‎，哈利勒苏丹），忠顺王卜答失里的儿子。他的母亲弩温答失里则是瓦剌脱欢的女儿。
正统四年（1439年），倒瓦答失里的父亲死后，继承了哈密忠顺王的王位。当时哈密种族杂居，头领不能节制，人心涣散，势力渐衰。正统五年（1440年），都督皮剌纳勾结瓦剌人猛可卜花想要谋杀他，没有成功。当时瓦剌、吐鲁番汗国、沙州卫、罕东卫、赤斤蒙古卫常常攻击哈密。1443年，倒瓦答失里的舅舅瓦剌也先攻打哈密，把倒瓦答失里的母亲妻子俘虏而还，并威胁倒瓦答失里入见。倒瓦答失里禀奏明朝，也先送还他的母亲妻子。正统十年（1445年），也先再次俘获他的母亲妻子和弟弟还有撒马尔罕贡使100余人，要挟他归附。正统十三年（1448年），倒瓦答失里亲自前往瓦剌，历时数月。明朝知晓后诘责了他。第二年，也先侵明，土木之变，哈密稍安。景泰三年（1452年），倒瓦答失里派捏列沙前往明朝朝贡，明代宗因为倒瓦答失里和瓦剌暗通，没有授予倒瓦答失里官爵。景泰八年（1457年），倒瓦答失里去世，其弟卜列革即位。